# フォービドゥン
『フォービドゥン』（Forbidden）は、1995年6月にリリースされたイングランドのロック・バンド、ブラック・サバスによる18枚目のスタジオ・アルバム。このレコーディングでは、1990年からのブラック・サバス、『TYR 』時代のラインナップが再結成され、ニール・マーレイとコージー・パウエルが復帰した。これが、ボーカルにトニー・マーティン、キーボードにジェフ・ニコルスをフィーチャーした最後のアルバムとなり、オジー・オズボーンとギーザー・バトラーが戻ったアルバム『13』が発表された2013年まで、バンドによる最後のアルバムとなった。2013年の時点で、『フォービドゥン』はアメリカにおいて191,000枚を販売している。
このアルバムは、批評家やファンから一般的に否定的な反応を受けた。リリース後、バンドはいくつかのラインナップの変更を経て、キャリアの岐路に立たされた。しかし、オリジナル・ブラック・サバスのボーカリストであるオジー・オズボーンが、それから間もなくしてギタリストのトニー・アイオミと和解することとなる。

## 背景とレコーディング
『フォービドゥン』のレコーディングは、バンド内のラインナップ変更の遅れに続くものだった。ギーザー・バトラーはニール・マーレイに交代となり、コージー・パウエルは1994年のクロス・パーパシス・ツアーの直後に復帰した。その12月、リバプールのパー・ストリート・スタジオでレコーディングを行う前に、ウェールズのブルーストーン・ファームで作曲とリハーサルが行われた。ボストンのラジオ局、WBCNに対するトニー・アイオミによる1995年7月のインタビューによれば、アルバムの録音には10日間ほどかかった。アルバムは1995年6月に発売された。
音楽的には、このリリースは、ブルースの影響だけでなく、伝統的なヘヴィメタルとパワーメタルのスタイルを用いている。ラップメタル・バンド、ボディ・カウントのアーニー・Cがアルバムをプロデュースし、レコーディング、ミキシングも行った。アルバムのオープニング曲「The Illusion of Power」は、ボディ・カウントのメンバーであったアイス-Tによる詩をフィーチャーし、曲のブリッジの間におけるスポークン・ワードのパートを提供している。

## 反響とレガシー
『フォービドゥン』は、リリース時に批評家によって酷評された。オールミュージックのブラッドリー・トリアーノは、アルバムに1つ半の星を与え、「退屈な曲、ひどいプロデュース、そして刺激のないパフォーマンスで、これは最も熱心なファンを除いてすべての人にとって簡単に避けられる」と述べた。彼はまた、バンドの長い歴史を考えると、それを「悲しい状況」と見なしていると述べた。『ブレンダー』誌は『フォービドゥン』を「困惑…バンドの最悪のアルバム」と呼んだ。
それ以来、バンド・メンバーはアルバムに対する彼らのさまざまな意見を話している。ボーカリストのトニー・マーティンは、2011年7月のインタビューで自身の気持ちを明らかにした。その間、次のように述べている。「まあ、『フォービドゥン』は…… 『がらくた』と言いたいところですが、実際はそうではありません」。彼はアルバムの楽曲がリハーサルではうまくいったと思ったが、他の要因、例えばオリジナル・ブラック・サバスのラインナップによる再結成の噂や、レコード会社が「[アルバム]を手に取って、アイス-Tが何をしたいのかを見て」みたがり、アルバムに「はっきりとした不快感」を与えたとしている。マーティンはまた、「Run-D.M.C.タイプ」/「ラップ・サバス」のアルバムが機能するとは信じていなかったと主張した。ロブ・ゾンビは発表の際に、「ブラック・サバスの永続的な力を理解する簡単な方法が1つあります。素晴らしい反応を得る特定のバンドが常にあり、ブラック・サバスは常にその1つです」と述べている。その後のオリジナル・ラインナップの再結成に関して、マーティンはまた、『フォービドゥン』は「バンドをレーベル契約から外し、シンガーを排除し、再結成を導かせた、穴埋めアルバム」であると述べたが、「当時は、その情報に精通していなかった」とも述べている。
ギタリストのトニー・アイオミは、サバスの同人誌『Southern Cross』に、彼が『フォービドゥン』に「満足していなかった」ことを認めた。彼は、「プロデュースのためにアーニー・Cを連れてきたが、彼にそれを任せなければならなかったので、少し大変だった…問題の1つは、俺たちが同時にそこにいなかったということだった。コージーとニールはまだ他のことをやる契約を結んでいたので、トニー・マーティン、ジェフ・ニコルス、そして俺自身がただジャム・セッションをしてアイデアを書き留めることになった。それはすべて非常に迅速にまとめられ、俺たちは考える時間もなかった。それが正しい曲であり、正しいやり方であるということになってしまったのを理解してほしい」。アイオミは、「バーミンガム・メール」紙においてもアルバムに対する自身の不満を繰り返した。

## リミックス
2016年3月4日、アイオミはトニー・マーティン時代のカタログの将来の再リリースについて話し合った。彼は次のように説明した。「オジー・オズボーンとの現在のサバスのため、これらのアルバムの再発は控えているが、確実に行われるだろう…これらのリリースのためにいくつかの新曲をトニー・マーティンと作りたいと思っている。…私は『クロス・パーパシス』と『フォービドゥン』に取り組むことも検討している」。2019年、アイオミはマイク・エクセターと「断続的」に『フォービドゥン』のリミックスに取り組んでいると語った。
2020年5月14日エディ・トランクとのインタビューで、アイオミはアルバムのリミックスが完了し、アルバムを再リリースする「適切な時期」を待っていることを明らかにした。

## 収録曲
全曲の歌詞はトニー・マーティン（「The Illusion of Power」のみマーティン&アイス-T）、作曲はブラック・サバスによる。
1. イリュージョン・オブ・パワー - "The Illusion of Power" (featuring Ice-T) - 4:51
2. ゲット・ア・グリップ - "Get a Grip" - 3:58
3. キャント・ゲット・クロース・イナフ - "Can't Get Close Enough" - 4:27
4. シェイキング・オフ・ザ・チェインズ - "Shaking Off the Chains" - 4:02
5. アイ・ウォント・クライ・フォー・ユー - "I Won't Cry for You" - 4:47
6. ギルティ・アズ・ヘル - "Guilty as Hell" - 3:27
7. シック・アンド・タイアード - "Sick and Tired" - 3:29
8. ラスティ・エンジェルス - "Rusty Angels" - 5:00
9. フォービドゥン - "Forbidden" - 3:47
10. キス・オブ・デス - "Kiss of Death" - 6:06

日本盤ボーナス・トラック
1. ルーザー・ゲッツ・イット・オール - "Loser Gets It All" - 2:55

## パーソネル
- トニー・アイオミ - ギター
- トニー・マーティン - ボーカル
- コージー・パウエル - ドラム
- ニール・マーレイ - ベース
- ジェフ・ニコルス - キーボード

参加ミュージシャン
- アイス-T - アディショナル・ボーカル (1)